# Marvin March
Marvin March (* 8. Mai 1930; † 31. Oktober 2022) war ein US-amerikanischer Szenenbildner.

## Leben
March begann seine Filmkarriere Mitte der 1960er Jahre. Seine ersten beiden Spielfilme drehte er 1966 mit Sidney Lumet und Francis Ford Coppola. Zwischen 1966 und 1967 war er für die Ausstattung von 19 Episoden der Fernsehserie Raumschiff Enterprise zuständig. Bis Ende der 1960er Jahre arbeitete er weiter für das Fernsehen, danach wandte er sich vollständig dem Film zu. Seit 1975 war er an sieben Neil-Simon-Verfilmungen verschiedener Regisseure beteiligt, beginnend mit Das Nervenbündel und Die Sunny Boys bis zu Schlaflos in New York aus dem Jahr 1999. Für zwei dieser Filme, Die Sonny Boys und Das verrückte California-Hotel von Regisseur Herbert Ross erhielt March jeweils eine Nominierung für den Oscar. Weitere Nominierungen erfolgten für Am Wendepunkt, Annie und Die Addams Family in verrückter Tradition. Insgesamt war March zwischen 1976 und 1994 fünf Mal für den Oscar nominiert, erhielt die Auszeichnung jedoch nie. 2005 wurde er mit dem Lifetime Achievement Award der Set Decorators Society of America prämiert.

## Filmografie (Auswahl)
- 1966–1967: Raumschiff Enterprise (Star Trek)
- 1969: Woody, der Unglücksrabe (Take the Money and Run)
- 1972: Was Sie schon immer über Sex wissen wollten, aber bisher nicht zu fragen wagten (Every Thing You Always Wanted to Know About Sex * But Were Afraid to Ask)
- 1975: Das Nervenbündel (The Prisoner of Second Avenue)
- 1975: Die Sunny Boys (The Sunshine Boys)
- 1976: Eine Leiche zum Dessert (Murder by Death)
- 1976: Futureworld – Das Land von Übermorgen (Futureworld)
- 1976: Trans-Amerika-Express (Silver Streak)
- 1977: Am Wendepunkt (The Turning Point)
- 1978: Das verrückte California-Hotel (California Suite)
- 1982: Annie
- 1983: Flashdance
- 1984: Ghostbusters – Die Geisterjäger (Ghost Busters)
- 1985: Fletch – Der Troublemaker (Fletch)
- 1986: Auf der Suche nach dem goldenen Kind (The Golden Child)
- 1986: Peggy Sue hat geheiratet (Peggy Sue Got Married)
- 1987: Lethal Weapon – Zwei stahlharte Profis (Lethal Weapon)
- 1988: Presidio (The Presidio)
- 1988: Sunset – Dämmerung in Hollywood (Sunset)
- 1989: Brennpunkt L.A. (Lethal Weapon 2)
- 1989: Skin Deep – Männer haben’s auch nicht leicht (Skin Deep)
- 1989: Tango und Cash
- 1991: Das Leben stinkt (Life Stinks)
- 1992: Kevin – Allein in New York (Home Alone 2: Lost in New York)
- 1993: Die Addams Family in verrückter Tradition (Addams Family Values)
- 1994: Beverly Hills Cop III
- 1996: Einsame Entscheidung (Executive Decision)
- 1997: Dante’s Peak
- 1999: Schlaflos in New York (The Out-of-Towners)
- 1999: Wehrlos – Die Tochter des Generals (The General's Daughter)

## Nominierungen und Auszeichnungen
- 1976: Oscar-Nominierung für Die Sunny Boys
- 1978: Oscar-Nominierung für Am Wendepunkt
- 1979: Oscar-Nominierung für Das verrückte California Hotel
- 1983: Oscar-Nominierung für Annie
- 1994: Oscar-Nominierung für Die Addams Family in verrückter Tradition
- 2005: Lifetime Achievement Award der Set Decorators Society of America